# Eptatretus springeri
Eptatretus springeri är en ryggsträngsdjursart som först beskrevs av Bigelow och Schroeder 1952.  Eptatretus springeri ingår i släktet Eptatretus och familjen pirålar. IUCN kategoriserar arten globalt som livskraftig. Inga underarter finns listade i Catalogue of Life.